# Dallas-Fort Worth Film Critics Association Awards 2012
La 18ª edizione dei Dallas-Fort Worth Film Critics Association, annunciata il 18 dicembre 2012, ha premiato i migliori film usciti nel corso dell'anno.
Con questa edizione è stato introdotto il premio alla migliore colonna sonora. 

## Vincitori
A seguire vengono indicati i vincitori, in grassetto.

### Miglior film
1. Lincoln, regia di Steven Spielberg
2. Argo, regia di Ben Affleck
3. Zero Dark Thirty, regia di Kathryn Bigelow
4. Vita di Pi (Life of Pi), regia di Ang Lee
5. Les Misérables, regia di Tom Hooper
6. Moonrise Kingdom - Una fuga d'amore (Moonrise Kingdom), regia di Wes Anderson
7. Il lato positivo - Silver Linings Playbook (Silver Linings Playbook), regia di David O. Russell
8. Skyfall, regia di Sam Mendes
9. The Master, regia di Paul Thomas Anderson
10. Re della terra selvaggia (Beasts of the Southern Wild), regia di Benh Zeitlin

### Miglior regista
1. Kathryn Bigelow - Zero Dark Thirty
2. Steven Spielberg - Lincoln
3. Ben Affleck - Argo
4. Ang Lee - Vita di Pi (Life of Pi)
5. Wes Anderson - Moonrise Kingdom - Una fuga d'amore (Moonrise Kingdom)

### Miglior attore
1. Daniel Day-Lewis - Lincoln
2. Joaquin Phoenix - The Master
3. John Hawkes - The Sessions - Gli incontri (The Sessions)
4. Hugh Jackman - Les Misérables
5. Denzel Washington - Flight

### Miglior attrice
1. Jessica Chastain - Zero Dark Thirty
2. Jennifer Lawrence - Il lato positivo - Silver Linings Playbook (Silver Linings Playbook)
3. Helen Mirren - Hitchcock
4. Emmanuelle Riva - Amour
5. Naomi Watts - The Impossible a pari merito con Quvenzhané Wallis - Re della terra selvaggia (Beasts of the Southern Wild)

### Miglior attore non protagonista
1. Tommy Lee Jones - Lincoln
2. Philip Seymour Hoffman - The Master
3. Christoph Waltz - Django Unchained
4. Alan Arkin - Argo
5. Robert De Niro - Il lato positivo - Silver Linings Playbook (Silver Linings Playbook)

### Miglior attrice non protagonista
1. Sally Field - Lincoln
2. Anne Hathaway - Les Misérables
3. Amy Adams - The Master
4. Helen Hunt - The Sessions - Gli incontri (The Sessions)
5. Ann Dowd - Compliance

### Miglior film straniero
1. Amour, regia di Michael Haneke.
2. Royal Affair (En kongelig affære), regia di Nikolaj Arcel
3. Quasi amici - Intouchables (Intouchables), regia di Olivier Nakache e Éric Toledano
4. Holy Motors, regia di Leos Carax
5. Il ragazzo con la bicicletta (Le Gamin au vélo), regia di Jean-Pierre e Luc Dardenne

### Miglior documentario
1. Searching for Sugar Man, regia di Malik Bendjelloul
2. Bully, regia di Lee Hirsch
3. AIDS - Cronaca di una rivoluzione (How to Survive a Plague), regia di David France
4. West of Memphis, regia di Amy J. Berg
5. The Invisible War, regia di Kirby Dick

### Miglior film d'animazione
1. ParaNorman, regia di Sam Fell e Chris Butler
2. Frankenweenie, regia di Tim Burton
3. Pirati! Briganti da strapazzo (The Pirates! In an Adventure with Scientists), regia di Peter Lord

### Miglior fotografia
1. Claudio Miranda - Vita di Pi (Life of Pi)
2. Roger Deakins - Skyfall

### Miglior sceneggiatura
1. Mark Boal - Zero Dark Thirty
2. Quentin Tarantino - Django Unchained

### Miglior colonna sonora
1. John Williams - Lincoln

### Russell Smith Award
- Re della terra selvaggia (Beasts of the Southern Wild) per il miglior film indipendente a basso budget